# Château de Vaux-le-Pénil
 (août 2010).
Si vous disposez d'ouvrages ou d'articles de référence ou si vous connaissez des sites web de qualité traitant du thème abordé ici, merci de compléter l'article en donnant les références utiles à sa vérifiabilité et en les liant à la section « Notes et références ».
Le château de Vaux-le-Pénil est un château situé dans la commune de Vaux-le-Pénil dans le département de Seine-et-Marne en France. Il est inscrit à l'inventaire des monuments historiques le 23 novembre 1946.

## Situation
Situé à 45 kilomètres au sud-est de Paris, il n'est éloigné de Fontainebleau que de 20 kilomètres. Au bord de la Seine, il surplombe Melun.

## Histoire
À l'époque romaine, sur l'emplacement de l'église actuelle se dressait le temple de Jupiter Penninus qui est à l'origine du nom de la commune. Le château que nous connaissons aujourd'hui est le 4e élevé sur les mêmes fondations. Il a été construit en 1766 par Michel Louis Fréteau de Saint Just.
L'existence du château est attestée depuis 1050 par un édit royal, conservé à la Bibliothèque nationale citant Peny comme le seigneur du fief. Il possède des fondations romaines.

### XIeetXIIesiècles
Les rois de France demeurant à Melun en font une citadelle de défense avancée tenue par les sieurs de Peny qui y resteront jusqu'au début du XVIe siècle.

### XVIeetXVIIesiècles
En 1544, par alliance le fief et le château passe à la Maison du Marquis Tristan de Rostaing, gouverneur de Melun.
Vers 1560, le château féodal est transformé en château Renaissance. Le 22 septembre 1573, le roi Charles IX porte sur les fonts baptismaux la princesse Charlotte de Rostaing, fille aînée de Tristan de Rostaing. En 1588, le château est attaqué et endommagé par les soldats de la Ligue. Tristan de Rostaing, réfugié dans l'île de Melun, résista  aux attaques du duc de Guise. Le 16 avril 1590, le roi Henri IV installe son quartier général dans la Salle des Gardes. Gravement endommagé par les guerres, le troisième château est reconstruit, en plus petit.

### XVIIIesiècle, la Révolution
En 1728, Héracle Fréteau de Saint Just fait l'acquisition du fief et du château. Quelques années plus tard, en 1766, le château est démoli, puis reconstruit pour la quatrième fois par son fils : Michel Louis Fréteau de Saint Just, premier secrétaire de la reine Marie Leszczynska, épouse de Louis XV. 
En 1789, Emmanuel Marie Michel Philippe Fréteau de Saint Just, fils de Michel Louis, seigneur de Vaux-le-Pénil et de Saint-Liesne, est élu par son ordre le 20 mars 1789 député de la noblesse des bailliages de Melun et Moret-sur-Loing aux États généraux de 1789. 
Élu président de l'Assemblée constituante, il est corédacteur de la Déclaration des droits de l'homme et du citoyen. Il est arrêté le 4 mai 1794 dans les jardins de son château de Vaux-le-Pénil et sera guillotiné le 26 prairial de l'An II de la République, soit le 14 juin 1794.

### XIXeetXXesiècles
La famille Fréteau de Peny conserve le château de Vaux le Pénil jusqu'à la fin du XIXe siècle. 
À la chute du Premier Empire, le tsar Alexandre Ier y installe son quartier général et donne le 29 août 1815 un banquet dans le parc du château pour ses officiers.
Vers 1890, Le banquier Michel Ephrussi acquiert le château, le fait agrandir et y fait poser les boiseries provenant de l'ancien hôtel particulier parisien de Samuel Bernard, le financier de Louis XIV et Louis XV.
Au début de la Première Guerre mondiale, le château abrita la résidence du maréchal John French, commandant en chef du corps expéditionnaire britannique, dont le quartier général était installé au collège Jacques-Amyot à Melun. Le 5 septembre 1914, le général Joffre y rencontre French pour y décider de la bataille de la Marne.
Vers 1925, la princesse May de Faucigny-Lucinge, fille de Michel Ephrussi, fait refaire sa salle de bain par l'architecte décorateur Louis Süe et son associé le peintre André Mare.
En 1940, le château est occupé par les Allemands et en 1944 commence la restauration totale du château avec Giorgio de Chirico et Salvador Dalí qui s'y associent à la décoration de pièces du château en vue de la création du Musée du Surréalisme.
La princesse de Faucigny Lucinge, née Ephrussi, conserve le château jusqu'à sa mort, arrivée à Vaux le Pénil en 1964, et le transmet, après elle à sa fille, la princesse Amédée de Broglie.
En 1973, Pierre Argilet, éditeur du mouvement Dada et collectionneur, s'installe au château de Vaux-le-Pénil, où il ouvre un musée du surréalisme. Après 2 ou 3 ans, faute d'un nombre suffisant de visiteurs, il décide de faire voyager ses collections à travers le monde afin de les rendre accessibles au plus grand nombre, ce qui occasionne la fermeture de l'éphémère musée du surréalisme de Vaux-le-Pénil.
En 1976, la décision de dégager les souterrains permet de mettre au jour des salles des XIe siècle et XIIe siècle laissant apparaître en soubassement des fondations romaines. Des ossements et des monnaies y furent découverts.
Ouvert au public pour la première fois en septembre 1977, il conserve une collection d'autographes et des documents historiques se rapportant à l'histoire du château depuis mille ans.

## Architecture
Les boiseries datent de la première moitié du XVIIIe siècle et furent installées après 1887, vraisemblablement lors des agrandissements réalisés en 1892 par la princesse de Faucigny-Lucinge. Ces boiseries remarquables proviennent de l'ancien hôtel particulier, autrefois situé à Paris, 46 rue du Bac, de Samuel-Jacques Bernard (1686-1753), le fils du financier Samuel Bernard.

### Salons
Six salons du XVIIIe siècle et des salles médiévales du XVIIe siècle d'une surface de 150 m2. L'ensemble des autres salons ont des surfaces comprises entre 80 et 340 mètres carrés. Une suite de quatre salons :
- salon rotonde de 80 m2
- salon rectangulaire de 80 m2
- petits salons au nombre de deux d'une surface de chacun 30 m2

### Salle des Gardes
Le 16 avril 1590, le roi Henri IV y installe son quartier général, afin de faire le siège de la ville de Melun. Depuis les pentes du parc, il fait bombarder la citadelle de la ville de Melun.

## Souterrains
Des souterrains existent, développant une surface de 500 m2.

## Dépendances

### Orangerie
Située dans le parc, elle possède une terrasse en graviers. D'une longueur de 28 mètres sur 8 mètres 50 de large et d'une hauteur sous plafond de 9 mètres, elle fait une surface de 240 m2. Elle possède 7 grandes baies en regard desquelles sont 4 grands miroirs qui lui donnent une belle luminosité. Cette orangerie sert aujourd'hui pour des réceptions, banquets et mariages.

### Chapelle
Datée de l'an 1000, elle est à une trentaine de mètres de l'orangerie et sert à l'occasion pour des mariages.

## Parc et jardins
Le parc du château actuel est arboré de marronniers centenaires et de nombreuses autres essences sur une surface de 13 hectares dont 4 hectares de pelouses ornées de statues.
En 1892, Henri et Achille Duchêne aménagent les jardins du château sur commande du banquier Michel Ephrussi.
Le parc du château du temps de la princesse de Faucigny-Lucinge est actuellement divisé entre le parc du château actuel, la résidence du Château (privée) et le parc Faucigny-Lucinge, appartenant à la ville de Melun mais toujours sur le territoire de la commune de Vaux-le-Pénil, sur lequel a été construit le bloc médico-chirurgical de l'hôpital de Melun (inauguré en 1975 et abandonné en 2018). Le parc Faucigny-Lucinge, dont l'entrée principale se situe promenade de Vaux à Melun, est un parc boisé ouvert au public de 10,6 hectares dans lequel peuvent être admirés un séquoia de 3 mètres de circonférence, des orchidées sauvages et un cèdre centenaire.

## Propriétaires
(liste non exhaustive)
- 1050-1530 – les sieurs de Peny
- 1544 – par alliance, le château passe à la Maison du Marquis Tristan de Rostaing, gouverneur de Melun
- 1728 – la Maison de Frétau de Saint Just, en fait l'acquisition
- 1766 – Michel Louis Fréteau de Saint Just, fait construire l'actuel château
- 1789 – Emmanuel Marie Michel Philippe Fréteau de Saint Just, député de la noblesse aux États généraux, élu président de l'Assemblée constituante et corédacteur de la Déclaration des droits de l'homme et du citoyen
- Michel Ephrussi, puis sa fille Marie Juliette May de Faucigny-Lucinge (1880-1964) épouse du prince Ferdinand de Faucigny-Lucinge aux XIXe et XXe siècles
- La SCI Chavaux (propriétaire actuel)

## Films
Il servit de cadre à plusieurs films dont :
- 1989  – La Folle journée ou le mariage de Figaro réalisé par Roger Coggio
- 2006  – Aurore, réalisé par Nils Tavernier

## Culture
Le château de Vaux-le-Pénil est mentionné dans le livre "la chute des géants" de Ken Follet.